# 前496年
| 千纪： | 前1千纪 |
| 世纪： | 前6世纪 \| 前5世纪 \| 前4世纪 |
| 年代： | 前520年代 \| 前510年代 \| 前500年代 \| 前490年代 \| 前480年代 \| 前470年代 \| 前460年代 |
| 年份： | 前501年 \| 前500年 \| 前499年 \| 前498年 \| 前497年 \| 前496年 \| 前495年 \| 前494年 \| 前493年 \| 前492年 \| 前491年                                                                                           |
| 纪年： | 周敬王二十四年 魯定公十四年 齊景公五十二年 晉定公十六年 秦惠公五年 楚昭王二十年 宋景公二十一年 卫灵公三十九年 陳湣公六年 蔡昭侯二十三年 曹伯阳六年 郑声公五年 燕简公九年 吴王阖闾十九年 杞僖公十年 越王句踐元年 |

## 大事記
- 吳王闔閭不聽孫武勸阻趁越王句踐初即位出兵攻打越國，在槜李之戰（今浙江嘉興）大敗而歸。
- 趙簡子和智文子、魏襄子、韓簡子三家結成了反范氏和中行氏的短暫聯盟，智氏不願意看到趙氏勢力過於強大，遂向趙簡子施加壓力，要他殺掉賢臣董安于，董安于為穩定四家聯盟自殺而亡

## 逝世
- 闔閭，春秋時期吳國第24任君主。
- 少正卯，春秋時期魯國大夫。
- 董安于，春秋時期晉國趙氏家臣。